# Егиазарян, Вачик (борец)
Вачик Егиазарян (арм. Վաչիկ Եղիազարյան; 1 мая 1991, Армения) — армянский борец греко-римского стиля в весовой категории до 120 кг. Чемпион Армении . Бронзовый призёр чемпионата Европы в Тбилиси (2013)